# 내일도 승리
《내일도 승리》는 2015년 11월 2일부터 이듬해 4월 29일까지 방영된 MBC 아침 드라마이다.

## 시놉시스
'신 평강공주와 바보온달 이야기'로 주인공 '한승리'의 유쾌한 인간 갱생 프로젝트와 간장 종가의 가업을 잇기 위한 치열한 고군분투기를 통해 역경을 딛고 일어서는 한 여자의 성장 스토리를 그린 드라마.
실제 방영된 스토리는 온달 왕자가 바보 평강을 각성시키는 이야기에 가깝다.

## 등장 인물

### 주요 인물
- 전소민(한승리) : 이 드라마의 여주인공. 홍주의 연인, 태성&초희의 차녀
- 송원근(나홍주 → 서홍주) : 이 드라마의 남주인공. 승리의 연인, 동국의 손자, 죽은 태희의 옛 연인, 동천의 친아들, 자두의 친부
- 최필립(차선우) : 이 드라마의 메인 빌런이자 진 최종 보스. 승리의 옛 연인, 재경의 남편
- 유호린(서재경) : 이 드라마의 서브 여주인공이자 前 서브 악녀. 선우의 아내

### 한승리의 가족
- 이응경(공초희) : 승리&세리의 어머니
- 이지현(한세리) : 승리의 언니, 태성 초희의 장녀, 온라인 신문사 기자
- 전인택(한태성) : 승리&세리의 아버지 (1~10회)

### 나홍주의 가족
- 이주실(박복순) : 홍주의 외할머니, 알츠하이머 환자
- 이한서(나자두 → 서자두) : 홍주하고 죽은 태희의 친 딸, 복순&동천의 손녀, 동국 증손녀

### 차선우의 가족
- 이상숙(엄청실) : 선우와 진우의 어머니
- 김민철(차진우) : 선우의 동생, 온라인 신문사 기자

### 서재경의 가족
- 한진희(서동천) : 재경의 아버지, 홍주의 생부, 자두의 친할아버지, 서동그룹 회장
- 이보희(지영선) : 재경의 어머니, 동천의 아내

### 그 외 인물
- 미상(서동국) : 동천의 아버지, 영선의 시아버지, 홍주의 친할아버지, 재경의 양할아버지, 자두의 증조 친할아버지
- 태항호(강민철) : 한세리의 연인
- 최영(최 비서) : 서동천의 수행비서
- 이정성(민 이사)
- 김광영(박 과장)
- 정영기(성 대리)
- 이아진(솔향 매니저)
- 이창(리처드)
- 이주윤(고민정)
- 정수인(직원)
- 정종우, 홍의준
- 최윤준(이만복)
- 유인석(전세방 집주인)
- 이규섭(사채업자)
- 정명준(고상훈 변호사)
- 이종구(강 박사)
- 김광현(형사)
- 미상 : 강은숙 간호사, 김승태, 박 형사
- 이우신

### 우정출연
- 손성윤(윤태희(윤한나)) : 홍주의 옛 연인, 자두의 생모 (73~115회)

### 특별출연
- 정이랑(맞선녀)
- 이준수(사진사)
- 장가현(한세리를 찾아간 의문의 여자) (110회)

## 연장
- 방송 분량이 120부작에서 10회 연장되어 130부작으로 변경 · 확정됨.